# Lombardská Wikipedie
Lombardská Wikipedie je jazyková verze Wikipedie v lombardštině. Její provoz byl zahájen v roce 2005. V lednu 2022 obsahovala přes 50 000 článků a pracovalo pro ni 8 správců. Tato verze je podle počtu článků 97. v pořadí z více než 300 existujících jazykových verzí.